# Thecla thenca
Thecla thenca är en fjärilsart som beskrevs av Heinrich Benno Möschler 1883. Thecla thenca ingår i släktet Thecla och familjen juvelvingar. Inga underarter finns listade i Catalogue of Life.